# Первый съезд исследователей белорусской археологии
Первый съезд исследователей белорусской археологии — съезд белорусских археологов и археографов, проходивший 17—18 января 1926 года в Минске. «Первый съезд» остался единственным съездом, не получив своего продолжения и развития. Название съезда во многом было обусловлено отсутствием дифференциации между двумя близкими, но всё же различными научными дисциплинами: археологией и археографией.
Основная организационная работа по подготовке съезда была выполнена Историко-археологической комиссией Инбелкульта. На съезде присутствовало 36 участников и 21 приглашённых гостей. Председателем был избран М. В. Довнар-Запольский. 
В состав президиума съезда, кроме председателя комиссии, вошли А. А. Спицын, В. И. Пичета, А. А. Смолич, секретарь Инбелкульта И. Л. Дыло, руководитель Центрального архива Белоруссии Д. Ф. Жилунович. В первый день съезда были заслушаны доклады: о Литовской метрике (докладчик Д. И. Довгялло); о старых зарубежных архивных фондах (докладчик М. В. Довнар-Запольский). Доклад М. В. Довнар-Запольского не носил чисто научного характера, а представлял собой рабочие заметки, основанные на выписках из архивов и библиотек, сохранившихся у учёного. Центральным докладом на съезде стал третий, прочитанный А. Н. Лявданским на тему «классификация белорусских городищ». А. Н. Лявданский ознакомил съезд со своими выводами, сделанными при исследовании городищ на Смоленщине. Он разделил их на пять групп с подробным описанием каждой. А. А. Спицыным была представлена съезду документация А. Н. Лявданского: планы городищ, чертежи раскопок, фотографии и рисунки. Затем А. А. Спицын описал свои собственные идеи о белорусско-смоленских городищах. Были заслушаны также ряд других археологических рефератов: И. А. Сербова — о раскопках погребений под Новым Быховом и на Среднем Соже; А. А. Спицына — о современном состоянии белорусской археологии; К. М. Поликарповича — исследования стоянок эпохи камня и бронзы на Нижнем Соже.
Рассматривались также вопросы архивно-археографического характера, среди которых центральное место занимало обсуждение реституционных процессов, начавшихся ещё в 1920—1921 годах после подписания Советской Россией, затрагивавших судьбу белорусских архивов, мирных договоров с
Литвой, Латвией, Польшей, и продолжившихся после принятия 18 сентября 1925 года Президиумом ЦИК СССР постановления о передаче Украине и Белоруссии, находившихся в России их архивных материалов.
Съезд явился своеобразной вехой в истории культурного строительства в республике вообще и архивно-археографического в частности. Его решения в значительной степени обозначили не только «слабые места», существовавшие в сфере архивной, археографической, музейной, библиотечной отраслях, но и наметили пути их устранения.